# Garbled Circuit
Garbled Circuitとは暗号学においてスクランブルされた回路を意味する。

## Yao's Garbled Circuit
アンドリュー・チーチー・ヤオが考案し1986年にIEEEの学会で発表したYao's Garbled circuitは、暗号プロトコルを設計する際の強力なフレームワークであり、暗号理論において今も中心的役割を担っている。ただし,このフレームワークを基礎に作った方式は効率が悪いことが知られている。
関数{\displaystyle f:\{0,1\}^{*}\times \{0,1\}^{*}\rightarrow \{0,1\}}を任意の(確率的多項式時間計算可能)関数とする。
また、二人のユーザAliceとBobがそれぞれ入力{\displaystyle x,y\in \{0,1\}^{*}}をもっており、{\displaystyle f(x,y)}をお互いの入力を漏らすことなく計算したいものとする。関数として例えば、{\displaystyle >}であるならば、どちらの入力値が大きいかを検証できる。
信頼できる第三者Tedがいる場合を考える。この場合は簡単で、AliceとBobがそれぞれの入力をTedに送り、Tedが{\displaystyle f(x,y)}を計算して、Bobに送り返せばよい。ここでYaoのGarbled Circuitを利用すると, 第三者の介入なしで、AliceとBobが協力して、お互いの入力値を全く漏らさずに、{\displaystyle f(x,y)}を計算できる。
この方式は、紛失通信プロトコルと擬似ランダム関数があれば実現できる。